# Franca de Piacenza
Santa Franca Visalta o Santa Franca de Piacenza (1170–1218), fue una abadesa cisterciense. Es venerada como santa por la Iglesia Católica.
Nació en Piacenza, se colgó los hábitos de las monjas benedictinas en el convento de San Ciro con siete años y se convirtió en abadesa a una edad muy temprana. De todas maneras, pero la férrea disciplina impuesta por ella, produjo su inmediata sustitución en el cargo. Durante años, la santa tuvo que afrontar calumnias, falsos testimonios y graves pruebas interiores. Su único consuelo, era una joven llamada Carencia. Franca persuadió a los padres de la novicia para construir una casa ciserciense en Montelana. Franca se convertiría en abadesa y mantendría una estricta normas y austeridad, hasta que le falló la enfermedad. Estuvo la mayoría del tiempo rezando en su capilla. Posteriormente, trasladó la comunidad cisterciense a Pittoli, donde moriría en 1218. Santa Franca fue canonizado por el Papa Gregorio X.